# Graben (Svizzera)
Graben (toponimo tedesco; fino al XIX secolo Graben durch den Wald) è un comune svizzero di 322 abitanti del Canton Berna, nella regione dell'Emmental-Alta Argovia (circondario dell'Alta Argovia).

## Società

### Evoluzione demografica
L'evoluzione demografica è riportata nella seguente tabella:
Abitanti censiti

## Geografia antropica

### Frazioni
Le frazioni di Graben sono:
- Baumgarten
- Burach
- Gsoll
- Hubel
- Kleinholz
- Schörlishäusern
- Schwendi
- Stadönz

## Amministrazione
Ogni famiglia originaria del luogo fa parte del cosiddetto comune patriziale e ha la responsabilità della manutenzione di ogni bene ricadente all'interno dei confini del comune.